# أنغيل نييتو
أنغيل نييتو (بالإسبانية: Ángel Nieto)‏ كان متسابق دراجات نارية إسباني فاز ببطولة سباق الجائزة الكبرى للدراجات النارية. نافس في سباقات بطولة العالم لفئة 250 سي سي ولفئة 125 سي سي ولفئة 50 سي سي.

## البطولات
- سباق الجائزة الكبرى للدراجات النارية 1969
- سباق الجائزة الكبرى للدراجات النارية 1970
- سباق الجائزة الكبرى للدراجات النارية 1972
- سباق الجائزة الكبرى للدراجات النارية 1975
- سباق الجائزة الكبرى للدراجات النارية 1977
- سباق الجائزة الكبرى للدراجات النارية 1971
- سباق الجائزة الكبرى للدراجات النارية 1979
- سباق الجائزة الكبرى للدراجات النارية 1981
- سباق الجائزة الكبرى للدراجات النارية 1984

## روابط خارجية
- أنغيل نييتو على موقع MotoGP.com (الإنجليزية)